# May'n
May'n（メイン、1989年10月21日 - ）は、日本の女性歌手、ミュージカル女優、声優。愛知県名古屋市出身。本名および旧芸名は中林 芽依（なかばやし めい）。身長165cm。血液型はO型。所属事務所はホリプロインターナショナル、所属レーベルはDigital Double。

## 概要
3歳のころ、テレビで安室奈美恵を観て、歌って踊れるアーティストになりたいと憧れる。その頃から数々の歌のコンテスト、ミュージカル等に参加。何度か愛知県代表に選ばれ、9歳ごろから本格的なオーディションを受け始める。
2003年、13歳のときに第28回ホリプロタレントスカウトキャラバン「ラブミュージック・オーディション」で3万4911人の中から決勝審査の4人まで勝ち残り、デビューのきっかけをつかむ。2005年、15歳（高校1年生）の時に本名の中林芽依名義でメジャー・デビューし、ユニバーサルシグマより3枚のシングルをリリースする。
2008年、1月1日よりアーティスト名をMay'nに改名。レコード会社もフライングドッグへ移籍し、同年4月より放送されたテレビアニメ『マクロスF』に登場する歌手、シェリル・ノームの歌パートを担当。「シェリル・ノーム starring May'n」名義で発表した「ダイアモンド クレバス」などの楽曲がヒットし、アニメソングの新たな歌姫として大きく知名度を上げる。May'n名義のファーストミニアルバム『メイン☆ストリート』はオリコン週間2位を獲得した。
2009年以降も数々のアニメ・ゲーム・映画作品の主題歌・エンディングテーマを担当し、シングル・アルバムのリリース、全国ライブツアー、放送番組のMCなどを行なっている。
2010年にはホリプロ所属の女性歌手としては山口百恵以来30年ぶりとなる、日本武道館での単独公演を成功させた。また、日本国外でもファンを獲得し、アメリカ・ヨーロッパ・アジア各地に出向いて海外ツアーやイベント出演を行なっている。
デビュー10周年となる2015年に声帯ポリープ除去手術のため一時休養するが、同年8月、日本武道館で行われた10周年記念ライブで復活を果たす。
2018年には黒澤明監督作を舞台化したミュージカル『生きる』にて女優業に初挑戦。
2021年にはデビュー15周年記念5カ月連続ライブを行い、フライングドッグからDigital Doubleへのレーベル移籍を発表した。
ほかのアーティストとのユニットとしては奥井雅美とのコラボレーションシングルや、椎名慶治（元SURFACEボーカル）と組んだ「Astronauts」、声優ユニットWake Up, Girls!と組んだ「Wake Up, May'n!（WUM）」などの活動がある。

## 活動歴

### 中林芽依名義
2000年
- BSジュニアのど自慢（10月14日放送回、愛知県刈谷市）に出場し、Eriko with Crunchの「EVERYDAY, BE WITH YOU」を歌い、グランプリを受賞。NHKホールで行われたグランプリ大会に愛知県代表として出場する。

2003年
- 「本格的アーティスト発掘」をテーマにした第28回ホリプロタレントスカウトキャラバン「ラブミュージック・オーディション」に出場。応募資格が「15歳以上」だったため、13歳であることを隠して書類審査にエントリー。歌唱審査合格後の面接で実行委員会に告白したが、ファイナリスト4名のひとりに選ばれた。グランプリ受賞は逃すがホリプロからオファーを受け、中学時代は毎週末上京してレッスンを受ける。

2005年
- 中学卒業後に上京し、ホリプロの寮に入所。3月ごろより地元名古屋のZIP-FMでラジオ番組「May'n ACT」にレギュラー出演。愛知万博期間中のセレモニーやイベントに参加。
- 4月27日、デビューに先駆け東海地区3県（愛知・岐阜・三重）限定でシングル「Crazy Crazy Crazy」をリリース。同タイトルを6月1日に全国発売してメジャーデビュー。
- 8月3日、セカンドシングル「Sympathy」をリリース。

2006年
- 9月27日、同郷の先輩にあたるSEAMOとサードシングル「Fallin' in or Not feat.SEAMO」をリリース。カップリングの「Cry a little」は、テレビアニメ『ラブゲッCHU 〜ミラクル声優白書〜』のエンディングテーマに採用された。

2007年
- ユニバーサルミュージックとのレコード契約が終了。進路に迷っていた頃、フライングドッグ関係者から声を掛けられ、シェリル・ノームの歌担当を決めるボーカルセレクションに参加。合格後は菅野よう子のもとで楽曲制作作業に入る。12月末の『マクロスF』第1話先行放送では歌手名はシークレット。

### May'n名義
2008年

- 1月1日、アーティスト名を中林芽依からMay'nへ改名。
- 3月7日、4月 - 10月に放送される『マクロスF』でシェリルの歌パートを担当することを公表。
- 3月30日、東京国際アニメフェア2008の『マクロスF』放送直前イベントにてMay'nとして初出演。
- 5月8日、シェリル・ノーム starring May'n名義のシングル「ダイアモンド クレバス/射手座☆午後九時 Don't be late」をリリース。オリコンチャートでデイリー最高2位、週間最高3位を記録。
- 7月27日、Zepp Tokyoで行われた『マクロスF超時空スーパーライブ』にMay'nとして初ライブ出演。
- 8月2日、May'n/中島愛名義のシングル「ライオン」をリリース。オリコン週間ランキング最高3位。
- 8月31日、Animelo Summer Live初出演。
- 11月5日、日本武道館で行われた『マクロスFギャラクシーツアーFINAL』に出演。
- 11月23日、シンガポールの『Anime Festival Asia 2008』で初の海外ライブイベントを行う。

2009年
- 1月21日、オリジナルファーストミニアルバム『メイン☆ストリート』を発表。オリコンアルバム週間ランキング2位を記録した。
- 1月22日から東名阪を巡るワンマンライブツアー『May'n CONCERT TOUR 2009 "May'n Act"』をスタート。チケットは即日完売。
- 3月25日、東京でのツアー最終公演を収録したライブDVD『May'n☆Act』を発表。
- 5月6日、May'n名義としては初となるシングル「キミシニタモウコトナカレ」をリリース。
- 5月28日からニコニコ生放送で、初のレギュラーとなる『とりあえず生中 (仮)』木曜日パーソナリティを鷲崎健と共に務める。
- 7月26日、全国6都市のZeppを巡るライブツアー『May'n SUMMER TOUR 2009 "LOVE&JOY"』をスタート。途中声がでなくなるアクシデントが発生するも、それを克服しツアーを完了した。
- 8月21日、奥井雅美とのコラボレーション楽曲である、奥井雅美 feat. May'n「ミラクル・アッパーWL」をリリース。
- 10月10日より文化放送『May'nのらじ☆たま』で初のラジオパーソナリティを務める。
- 11月25日、自身初のフルアルバム『Styles』とシェリル・ノーム starring May'nとしてミニアルバム『ユニバーサル・バニー』を同時リリース。両方ともにオリコン週間チャートトップ10入りを果たした。

2010年

- 1月24日、日本武道館での単独コンサート『May'n Special Concert 2010 "BIG★WAAAAAVE!!" at 日本武道館』を開催。
- 3月7日から初の海外ライブツアーとなるアジアツアー『May'n ASIA TOUR 2010 "BIG☆WAAAAAVE!!"』がスタート。
- 7月2日、北米最大級のアニメコンベンションANIME EXPOに出演。
- 7月28日、2ndシングル「Ready Go!」をリリース。
- 7月30日からツアー『Phonic◆Nation side-A/side-B』がスタート。
- 10月13日、3rdシングル「シンジテミル」をリリース。ホリプロ創立50周年記念映画『インシテミル 7日間のデス・ゲーム』の主題歌に起用された。
- 11月4日、『とりあえず生中』木曜日から単独番組『電波研究社』がスタート。以後も『電波諜報局』『電波ラボラトリー』と番組名を変えつつ、鷲崎健とのコンビでパーソナリティーを継続する。

2011年
- 2月5日より3Dドキュメンタリー映画『May'n THE MOVIE -Phonic Nation-』を上映。
- 2月23日、2ndアルバム『If you…』をリリース。
- 3月6日、2度目の日本武道館公演『May'n Special Concert 2011 "RHYTHM TANK!!" at 日本武道館』を開催。
- 4月28日、特典CD『ナンバーワン!』が付属する初のアーティストブック『LIVEALIVE』を発売。
- 5月11日、4thシングル「Scarlet Ballet」をリリース。
- 5月13日から上海、広州、ソウル、台北、香港、シンガポールを巡るアジアツアー『May'n ASIA TOUR 2011 "UNITE!!"』がスタート。
- 7月3日、BSデジタル放送の音楽番組『STUDIO MUSIX』のレギュラーMC担当。
- 9月27日からライブツアー『May'n LIVE TOUR 2011 "WE ARE" side-A/side-B』がスタート。
- 10月9日、椎名慶治とのユニット「Astronauts」として『仮面ライダーフォーゼ』のEDテーマ「Giant Step」を担当。
- 11月2日、5thシングル「Brain Diver」をリリース。

2012年
- 3月21日、3rdアルバム『HEAT』をリリース。
- 3月20日、単独コンサート『May'n Special Concert 2012 "May'n☆GO!AROUND!!" at 横浜アリーナ』を開催。
- 5月9日、6thシングル「Chase the world」をリリース。
- 5月25日から初のワールドツアー『May'n WORLD TOUR 2012 "ROCK YOUR BEATS"』（日本・アメリカ・中国・ドイツ・フランス・韓国）をスタート。

2013年
- 2月22日、初のバンドスコア『SCOREBOOK May'n』を発売。
- 3月2日、3度目の日本武道館公演『May'n Special Concert 2013 "MIC-A-MANIA" at 日本武道館』を開催。
- 3月3日、『May'n World Tour 2012 "ROCK YOUR BEATS" documentary film』を発売。
- 5月8日、7thシングル『Run Real Run』をリリース。
- 5月12日からアコースティックツアー『May'n Acoustic Tour 2013 "Hang jam"』をスタート。
- 7月1日、May'nファン専用SNS "May'n Space"をオープン。
- 7月24日、8thシングル「ViViD」とライブDVD『May'n Special Concert 2013 「MIC-A-MANIA」 at BUDOKAN』をリリース。
- 10月29日からコンサートツアー『May'n Hall Tour 2013 "LIVE!CAVE!DIVE!"』をスタート。

2014年
- 1月29日、9thシングル「今日に恋色」をリリース。
- 1月29日、4thアルバム『NEW WORLD』をリリース。
- 2月23日から念願の47都道府県全国ツアーを含む『May'n Road to 10th Anniversary Japan & World Tour 2014-2015 "dots and lines"』をスタート。
- 6月18日、10thシングル「Re:REMEMBER」をリリース。
- 10月19日からRoad to 10th Anniversaryプレミアム企画『May'n Road to 10th Anniversary Premium Concert Tour 2014 「Re:May'n☆Act」』をスタート。

2015年
- 2月18日、ライブアルバム『Re:May'n☆Act』をリリース。
- 5月7日からアコースティックツアー『May'n Road to 10th Anniversary Acoustic Tour 2015 "Hang jam vol.2"』をスタート。
- 5月18日、数年前から患っていた両側声帯ポリープの悪化により『May'n Road to 10th Anniversary Acoustic Tour 2015 "Hang jam vol.2"』の7公演を中止すると発表。治療のため、ほかの仕事もキャンセルして休養し、6月上旬にポリープ除去手術を受ける。
- 7月22日、11thシングル「ヤマイダレdarlin'」をリリース。
- 7月26日、アルタビジョンなど、全国6ヵ所の大型ビジョンにて、復活緊急生出演を実施し、音楽活動を再開。
- 8月8日、ラジオ番組「May'nのらじ☆たま」のパーソナリティーに復帰。
- 8月26日、単独コンサート『May'n 10th Anniversary Special Concert at Budokan "POWERS OF VOICE"』を日本武道館にて開催。中林芽依時代にリリースしたシングル3曲も披露した。
- 8月26日、ベストアルバム『POWERS OF VOICE』をリリース。公式モバイルサイト「May'n mobile」をスタート。
- 12月16日、12thシングル「夜明けのロゴス」をリリース。

2016年
- 1月27日、『May'n 10th Anniversary Special Concert BD at Budokan 「POWERS OF VOICE」』をリリース。
- 5月15日からコンサートツアー『May'n Hall Tour 2016 "SPRING OUT!!"』をスタート。
- 8月24日、13thシングル「Belief」をリリース。
- 10月22日、単独コンサート『May'n Symphonic Concert "TWENTY for SEVEN"』を東京芸術劇場コンサートホールにて開催。
- 11月23日、14thシングル「光ある場所へ」をリリース。

2017年
- 1月24日からライブツアー『May'n ASIA TOUR 2017 "OVER∞EASY"』をスタート。
- 4月26日、「シェリル・ノーム starring May'n」名義での久々のシングル「ゴ〜〜ジャス」をリリース（配信限定）。
- 5月31日、ゲーム『ストリートファイター』30周年記念として「恋しさと せつなさと 心強さと」（篠原涼子）をカバー。
- 8月9日、Wake Up, Girls!とのコラボユニット「Wake Up, May'n!」としてシングル「One In A Billion」をリリース。
- 10月18日、5thアルバム『PEACE of SMILE』をリリース。
- 11月18日、音楽フェスティバル「FANTASIA -EPISODE 1 PRINCESS KAGUYA-」にて『竹取物語』のかぐや姫役を演じる。
- 12月13日からアコースティックツアー「May'n  Acoustic Tour 2017〜2018 「Hang jam vol.3」」をスタート。

2018年
- 2月7日、15thシングル「You」をリリース。
- 4月8日からライブツアー「May'n Hall Tour 2018『and You』」をスタート。
- 6月17日、日比谷野外大音楽堂にて自身初の野外ライブとなる「May'n Hall Tour 2018『and You』〜BE SUNNY!!!〜」を開催。
- 6月18日、ホリプロ・グループの新会社ホリプロインターナショナルに移籍。
- 7月6日、米・ロサンゼルスの「Anisong World Matsuri」に出演した。
- 8月8日、16thシングル「天使よ故郷を聞け」をリリース。
- 10月、黒澤明没後20周年記念ミュージカル『生きる』に小田切とよ/渡辺一枝役で出演。

2019年
- 3月30日から「May'n ASIA TOUR 2019 『KICK IT UP!!』」をスタート。
- 7月31日、17thシングル「牙と翼」と2ndミニアルバム『YELL!!』を同時リリース。
- 11月17日、深圳で行なわれた「2019 ASIAN MUSIC FESTIVAL」にて「年度最具突破女歌手賞」を日本人として初受賞。
- 11月20日、18thシングル「graphite/diamond」をリリース。

2020年
- 1月より「Acoustic Tour 2020 『Hang jam vol.4』」をスタート。但し、新型コロナウイルス感染症の流行により会期中に完走できないまま終了。
- デビュー15周年を迎える6月1日、トーク&ミニライブ番組「POWER OF LIVE」を無料配信。
- 8月16日、無観客ライブ「Acoustic Concert 2020 『Hang jam vol.”4.5"』」を配信。
- 11月11日、デビュー15周年記念ミニアルバム3枚『15Colors -soul tracks-』『15Colors -unplugged-』『15Colors -nu skool-』を配信リリース。

2021年
- 3月21日、フライングドッグからDigital Doubleへのレーベル移籍を発表。
- 9月9日より、ミュージカル『ジャック・ザ・リッパー』にグロリア役で出演。
- 11月24日、19thシングル「オレンジ」をリリース。
- 12月8日より、日・米・中・国際共同制作によるミュージカル『フィスト・オブ・ノーススター～北斗の拳～』にユリア役で出演。
- 12月17日、Cygamesコーポレートアニメーションムービーの楽曲歌唱を担当。

2022年
- 10月25日、D4DJ Groovy Mixの「Abyssmare」の担当音楽プロデューサー兼メインボーカルのネオ役に就任

## 人物

### 名前・愛称
本名である芽依の由来は『となりのトトロ』のメイ（草壁メイ）から。漢字には「生まれた芽のまま、ずっと素直に育ってほしい」という願いが込められている。
May'nという芸名の由来はMay Nakabayashiから。また、「音楽界のmainアーティストになれるよう」「みんなにとってのmainテーマな歌を歌えるよう」という意味合いも込めている。
ニックネームは「部長」。日々の活動を部活動になぞらえ、コンサートを「ライ部」、食べることを「デ部（でぶ）」、ツッコミを入れることを「ツッコ部」、他にも「どえ部（どM）」「アグレッシ部」「ポジティ部」「ラ部」などと活用している。ファンは「部員」、公式ファンクラブ名は「ふぁんくラ部」、ファンミーティングは「ふぁんくラ部総会」と呼称される。

### 音楽性
自身の音楽的ルーツはR&Bやブラックミュージック。
中林芽依名義のころは低い声域で歌うR&Bシンガーだったが、May'nへの改名後は伸びのあるハイトーンボイスを活かしたロックやPOPSを主体にしている。『マクロスF』のレコーディング当初は歌のキーが高すぎると戸惑っていたが、作曲家の菅野よう子に「絶対出るから思いっきりやってみて」と勧められて歌ってみたら、自分でもびっくりするほどの高音が出せたという。菅野はMay'nの歌声について「まっすぐなんです。それでいて、いつも泣き叫んでいるような感じもする」「反射神経そのものみたいな身体で歌ってる」と述べている。
自身で作曲をする際に使用する楽器はピアノ。深夜にヘッドフォンをして作曲している。
名古屋市出身であることから、ナゴヤドームでのライブを実現させたいと意気込んでいる。ライブに向けた体力作りとして普段は腹筋運動やキックボクシングをしている。ライブの前後にはタンパク質（肉類やプロテイン）を摂取し、ライブ本番前には分枝鎖アミノ酸 (BCAA) と縄跳びで体をウォームアップする。
かつて同じ事務所だった和島あみとは対照的にレコーディングは丁寧であり、『Belief』ではマイクに髪の音などが入るのも気にせずに溢れ出す感情に任せて歌った和島のレコーディングに関してMay'nは「私は極度のかっこつけだから、失敗したくなくて、きちんとしたレコーディングの仕方を先に覚えてしまったんです（中略）あみちゃんは最初から型にはまらず自分を出せていて、羨ましい」と答えている。

### 関連人物
家族は父（三重県四日市市出身）・母（広島県尾道市出身）・妹の4人家族。家族4人ともに音楽の嗜好がほぼ同じ。また、祖先に渡辺綱がいる。「むぅ」という猫を飼っている。
プライベートでは、LiSAや奈津子、亜希子、小澤ちひろと仲が良く、ブログにも何度か登場している。年齢・出身地・音楽ジャンルが近いLiSAは「友達でありライバルであり仲間であり彼氏」という存在。Animelo Summer Live 2017最終日ではオープニングでLiSAと共演し、互いの持ち歌をデュエットした。さらに、同じ東海地方出身かつ中日ドラゴンズのファンということから、LiSAとは首都圏でのビジターゲームを共に観戦する仲でもある。
『マクロスF』の作曲家菅野よう子のことは、自分でも知らなかった可能性を引き出してくれた恩人として感謝している。レコーディングで難しい課題をクリアすると、菅野は「なんだ歌えちゃったんだー、つまんない、次はもっと難しい曲書こー」と言ってさらにハードルを上げるという（May'nいわく「どえすさま」）。ランカ・リー役として共演した中島愛のことは、ともにハードな日々を乗り越えた「戦友」と表現している。
仲里依紗は高校時代の友人。ホリプロの寮では先輩の酒井彩名・和希沙也・浜口順子らと共同生活を送った。
同じイベントに出演したWake Up, Girls!のひたむきな姿に一目惚れし、アニメも全部観るなどファン（ワグナー）になったことから、所属レーベルを越えたコラボユニット「Wake Up, May'n!」が実現した。
鈴木このみはMay'nのステージに衝撃を受けてアニソン歌手を目指したといい、ずっと憧れの存在と語っている。自身と同じ名古屋市出身である亜咲花もデビュー前にNHK「アニソンのど自慢G」に出場した際、ゲストだったMay'nに「目標にしています」と伝えたことがある。

### 趣味・特技・嗜好
趣味は色々なものをコレクションすること。本名の中林（なかばやし）に「かば」という字が入っていることからカバグッズを700点ほど集めており、アルバム『PEACE of SMILE』通常版のジャケット写真で自宅のコレクションを公開している。デビュー10周年には記念としてタツノコプロとのコラボでオリジナルのカバキャラクター「Hippo'n（ヒッポン）」を制作した。
好きな食べ物は、たい焼き・オレオ・ナン。たい焼きの奥深さを世に伝えるため「たい焼き親善鯛使」として活動しており、たい焼きオンリーのトークイベントも行っている。イベントで紹介した「May'nが選ぶたい焼き十選」は恵比寿「ひいらぎ」、人形町「柳屋」、下高井戸「たつみや」、千駄木「果川家」、麻布十番「浪花家総本店」、奈良「こたろう」、鳥取「あんあん」、岐阜「福丸」、三重「伊藤商店」、名古屋「鯛福茶庵」。なお、たい焼きは「頭から食べる」派とのこと。
自身のブログ、Twitter、ラジオで地元の中日ドラゴンズファンであることを公言したが、好きな選手が福留孝介、川上憲伸とその時点で両選手ともメジャーリーグ入りした選手だった。なお、2022年シーズンよりテレビ愛知の中日ドラゴンズ戦中継（テレビ愛知 10チャンベースボール）のテーマソングとして「蒼の鼓動」が起用された。
名古屋に帰省すると、名鉄百貨店本店の名物である巨大マネキン「ナナちゃん人形」の写真を撮りSNSにアップする。2015年には初のベストアルバム『POWERS OF VOICE』発売を記念し、期間限定でMay'nバージョンのナナちゃん人形が展示された。ナナちゃん人形が約40年の歴史で芸能人やタレントとコラボしたのは今回が初。
海外ライブでのファンとの交流を大事にしており、独学で現地の言葉を習得している。中国には公認ファンクラブがあり、Weibo（中国圏最大のSNS）のアカウントを中国語で更新している。
無類のペンギン好きであり、すみだ水族館で2018年4月に誕生したマゼランペンギンの赤ちゃんの命名コンテストに応募した「もんじゃ」が1羽の名前に選ばれた。

## ディスコグラフィ

### シングル
|            | 発売日         | タイトル                     | 規格品番                             | 規格品番                             | 規格品番                             | オリコン 最高位 |
| 初回限定盤 | 発売日         | タイトル                     | 通常盤                               | アニメ盤                             |                                      | オリコン 最高位 |
| 中林芽依   | 中林芽依       | 中林芽依                     | 中林芽依                             | 中林芽依                             | 中林芽依                             | 中林芽依        |
| ---------- | -------------- | ---------------------------- | ------------------------------------ | ------------------------------------ | ------------------------------------ | --------------- |
| 1st        | 2005年6月1日   | Crazy Crazy Crazy            |                                      | UPCI-5012                            |                                      |                 |
| 2nd        | 2005年8月3日   | Sympathy                     | UPCI-5018                            |                                      |                                      |                 |
| 3rd        | 2006年9月27日  | Fallin' in or Not feat.SEAMO | UPCI-5039                            | 159位                                |                                      |                 |
| May'n      |                |                              |                                      |                                      |                                      |                 |
| 1st        | 2009年5月6日   | キミシニタモウコトナカレ     |                                      | VTCL-35070                           |                                      | 10位            |
| 2nd        | 2010年7月28日  | Ready Go!                    | VTCL-35093                           | 21位                                 |                                      |                 |
| 3rd        | 2010年10月13日 | シンジテミル                 | VTCL-35101                           | 14位                                 |                                      |                 |
| 4th        | 2011年5月11日  | Scarlet Ballet               | VTCL-35105                           | VTCL-35106                           | 11位                                 |                 |
| 5th        | 2011年11月2日  | Brain Diver                  | VTCL-35116                           | VTCL-35117                           | 18位                                 |                 |
| 6th        | 2012年5月9日   | Chase the world              | VTZL-45                              | VTCL-35135                           | 1000300209                           | 7位             |
| 7th        | 2013年5月8日   | Run Real Run                 | VTZL-65                              | VTCL-35150                           |                                      | 20位            |
| 8th        | 2013年7月24日  | ViViD                        | VTZL-66                              | VTCL-35155                           | 19位                                 |                 |
| 9th        | 2014年1月29日  | 今日に恋色                   | VTZL-74                              | VTCL-35170                           | 17位                                 |                 |
| 10th       | 2014年6月18日  | Re:REMEMBER                  | VTZL-81                              | VTCL-35184                           | 24位                                 |                 |
| 11th       | 2015年7月22日  | ヤマイダレdarlin'            | VTZL-101                             | VTCL-35212                           | 27位                                 |                 |
| 12th       | 2015年12月16日 | 夜明けのロゴス               | VTZL-102                             | VTCL-35214                           | 31位                                 |                 |
| 13th       | 2016年8月24日  | Belief                       | EYCA-11074/B                         | EYCA-11075                           | 33位                                 |                 |
| 14th       | 2016年11月23日 | 光ある場所へ                 | VTZL-117                             | VTCL-35246                           | 49位                                 |                 |
| 15th       | 2018年2月7日   | You                          | VTZL-141                             | VTCL-35265                           | 21位                                 |                 |
| 16th       | 2018年8月8日   | 天使よ故郷を聞け             | VTZL-146                             | VTCL-35281                           | 41位                                 |                 |
| 17th       | 2019年7月31日  | 牙と翼                       |                                      | VTCL-35305                           | 30位                                 |                 |
| 18th       | 2019年11月20日 | graphite/diamond             | XNST-10013                           | XNST-10014                           | 18位                                 |                 |
| 19th       | 2021年11月24日 | オレンジ                     | XNDD-00006/B (CD+BD) XNDD-00007 (CD) | XNDD-00006/B (CD+BD) XNDD-00007 (CD) | XNDD-00006/B (CD+BD) XNDD-00007 (CD) | 32位            |
| 20th       | 2022年8月17日  | あはっててっぺんっ           | XNDD-00008/B (CD+BD) XNDD-00009 (CD) | XNDD-00008/B (CD+BD) XNDD-00009 (CD) | XNDD-00008/B (CD+BD) XNDD-00009 (CD) | 30位            |
| 21st       | 2023年8月23日  | LIES GOES ON                 | XNDD-00014/B (CD+BD) XNDD-00015 (CD) | XNDD-00014/B (CD+BD) XNDD-00015 (CD) | XNDD-00014/B (CD+BD) XNDD-00015 (CD) | 33位            |
| 22st       | 2024年9月4日   | ストロボ・ファンタジー       | XNDD-00022/B (CD+BD) XNDD-00023 (CD) | XNDD-00022/B (CD+BD) XNDD-00023 (CD) | XNDD-00022/B (CD+BD) XNDD-00023 (CD) | 28位            |

#### スペシャルCD
|     | 発売日       | タイトル      | 規格品番 | 収録内容      | 備考 |
| --- | ------------ | ------------- | -------- | ------------- | --- |
| 1st | 2023年2月3日 | せつぶんぶん! |          | せつぶんぶん! | 「Hi☆Channel ～music session～」にてでん六とコラボし、制作した節分オリジナルソングのCD。 May’n ふぁんくラ部限定EVENT2023 「○○部総会『節分祭!せつぶんぶん!』」の会場で限定販売された。 |

#### 配信限定シングル
|          | 発売日         | タイトル                     |          |
| 中林芽依 | 中林芽依       | 中林芽依                     | 中林芽依 |
| -------- | -------------- | ---------------------------- | -------- |
| 1st      | 2005年12月11日 | Happy                        |          |
| 2nd      | 2007年1月31日  | 雨に咲く花                   |          |
| May'n    |                |                              |          |
| 1st      | 2017年5月31日  | 恋しさと せつなさと 心強さと |          |
| 2nd      | 2019年1月30日  | Starring                     |          |
| 3rd      | 2021年1月20日  | I'm alright -Pastel Remix-   |          |
| 4th      | 2021年5月12日  | 未来ノート                   |          |
| 5th      | 2021年11月24日 | シキザクラ                   |          |
| 6th      | 2021年12月17日 | Follow Your Fantasy          |          |
| 7th      | 2022年4月12日  | 蒼の鼓動                     |          |
| 8th      | 2023年5月31日  | 破鏡重縁                     |          |

### アルバム

#### フルアルバム
|           | 発売日         | タイトル       | 規格品番     | 規格品番                               | 規格品番   | オリコン 最高位 |
| CD+BD/DVD | 発売日         | タイトル       | CD+CD        | CD                                     |            | オリコン 最高位 |
| --------- | -------------- | -------------- | ------------ | -------------------------------------- | ---------- | --------------- |
| 1st       | 2009年11月25日 | Styles         | VTZL-11      |                                        | VTCL-60190 | 7位             |
| 2nd       | 2011年2月23日  | if you…        | VTZL-24      | VTCL-60240                             | 7位        |                 |
| 3rd       | 2012年3月21日  | HEAT           | VTZL-40      | VTCL-60300                             | 9位        |                 |
| 4th       | 2014年1月29日  | NEW WORLD      | VTZL-75      | VTZL-76                                | VTCL-60360 | 9位             |
| 5th       | 2017年10月18日 | PEACE of SMILE |              | VTZL-134 (A) VTZL-135 (B) VTZL-136 (C) | VTCL-60458 | 13位            |
| 6th       | 2021年6月30日  | momentbook     | XNDD-00001/B |                                        | XNDD-00002 | 23位            |
| 7th       | 2024年2月14日  | Prismverse     | XNDD-00018/B |                                        | XNDD-00019 | 30位            |

#### ミニアルバム
|     | 発売日         | タイトル               | 規格品番   | オリコン 最高位 |
| --- | -------------- | ---------------------- | ---------- | --------------- |
| 1st | 2009年1月21日  | メイン☆ストリート      | VTCL-60090 | 2位             |
| 2nd | 2019年7月31日  | YELL!!                 | VTCL-60484 | 24位            |
| 3rd | 2020年11月11日 | 15Colors -nu skool-    | 配信限定   |                 |
| 3rd | 2020年11月11日 | 15Colors -unplugged-   | 配信限定   |                 |
| 3rd | 2020年11月11日 | 15Colors -soul tracks- | 配信限定   |                 |

#### その他のアルバム
|            | 発売日        | タイトル        | 規格品番                                       | 規格品番     | オリコン 最高位 | 備考                                              |
| 初回限定盤 | 発売日        | タイトル        | 通常盤                                         |              | オリコン 最高位 | 備考                                              |
| ---------- | ------------- | --------------- | ---------------------------------------------- | ------------ | --------------- | ------------------------------------------------- |
| ライブ     | 2015年2月18日 | Re:May'n☆Act    |                                                | VTCL-60390/1 | 32位            | May'n Road to 10th Anniversary Premium Concert CD |
| ベスト     | 2015年8月26日 | POWERS OF VOICE | VTZL-110（Blu-ray付） VTZL-111（Special CD付） | VTCL-60410/1 | 6位             |                                                   |

### 映像作品

#### ライブ映像
|     | タイトル                                                                 | 発売日        | 規格品番 | 規格品番   |
| BD  | タイトル                                                                 | 発売日        | DVD      |            |
| --- | ------------------------------------------------------------------------ | ------------- | -------- | ---------- |
| 1st | May'n Act                                                                | 2009年3月25日 |          | VTBL-3     |
| 2nd | May'n Special Concert BIG WAAAAAVE!! in 日本武道館                       | 2010年5月26日 | VTXL-1   | VTBL-9/10  |
| 3rd | May'n Special Concert 2011 「RHYTHM TANK!!」 at 日本武道館               | 2011年11月2日 | VTXL-7   | VTBL-17/8  |
| 4th | May'n special concert 2012「May'n☆GO!AROUND!!」 at 横浜アリーナ          | 2012年8月8日  | VTXL-8   | VTBL-19/20 |
| 5th | May'n Special Concert 2013 BD 「MIC-A-MANIA」 at BUDOKAN                 | 2013年7月24日 | HPBL-1   |            |
| 6th | May'n 10th Anniversary Special Concert BD at Budokan 「POWERS OF VOICE」 | 2016年1月27日 | VTXL-26  |            |

#### ドキュメンタリー映像
|     | タイトル                                                 | 発売日        | 規格品番   | 規格品番   |
| BD  | タイトル                                                 | 発売日        | DVD        |            |
| --- | -------------------------------------------------------- | ------------- | ---------- | ---------- |
| 1st | May'n THE MOVIE-Phonic Nation-                           | 2011年9月21日 | VTXL-6     | VTBL-16    |
| 2nd | May'n World Tour 2012「ROCK YOUR BEATS」documentary film | 2013年3月3日  |            | HRPR-0002  |
| 3rd | 「Behind of “dots and lines”」Complete Ver.              | 2015年6月1日  | HPDC-BR017 | HPDC-D0032 |

### 参加作品
| 発売日         | タイトル                                   | 備考 |
| -------------- | ------------------------------------------ | --- |
| 2005年12月21日 | 赤ん坊になったおばあさん（朗読）           | 『日本昔ばなし〜フェアリー・ストーリーズ〜第7巻』収録                                                     |
| 2006年5月24日  | Believe feat.MAY NAKABAYASHI               | Ajapai『unaffected』収録                                                                                  |
| （非売品）     | パパパパーンの歌（クアトロ ヴァージョン）  | 『パパパパーンIV』 （『ゼクシィ』非売品CD）                                                               |
| 2008年7月23日  | Yells 〜It's a beautiful life〜            | 『Animelo Summer Live 2008 -Challenge-』テーマソング                                                      |
| 2009年6月24日  | RE:BRIDGE〜Return to oneself〜             | 『Animelo Summer Live 2009 -RE:BRIDGE-』テーマソング                                                      |
| 2009年8月21日  | ミラクル・アッパーWL                       | 奥井雅美 feat. May'n／ニコニコチャンネル「おんたま!」オープニング                                         |
| 2009年9月23日  | キミシニタモウコトナカレ バラードVer.      | 『シャングリ・ラ O.S.T.2』収録                                                                            |
| 2010年6月23日  | evolution 〜for beloved one〜              | 『Animelo Summer Live 2010 -evolution-』テーマソング                                                      |
| 2011年7月27日  | rainbow                                    | 『Animelo Summer Live 2011 -rainbow-』テーマソング                                                        |
| 2012年1月25日  | Giant Step                                 | 『仮面ライダーフォーゼ』挿入歌（椎名慶治とのユニット「Astronauts」として参加）                            |
| 2012年7月18日  | INFINITY 〜1000年の夢〜                    | 『Animelo Summer Live 2012 -infinity∞-』テーマソング                                                      |
| 2012年7月25日  | COSMIC MIND                                | 『仮面ライダーフォーゼ Music States Collection』収録（「Astronauts」として参加）                          |
| 2013年5月16日  | The Galaxy Express 999                     | 『Animelo Summer Live 2013 -FLAG NINE-』テーマソング オフィシャルパンフレットに完全版収録                 |
| 2017年8月9日   | One In A Billion/王様のカデンツァ          | Wake Up, May'n!（Wake Up, Girls!×May'n）/テレビアニメ『異世界食堂』オープニングテーマ「One In A Billion」 |
| 2017年8月23日  | ハートライン                               | Wake Up, May'n!（Wake Up, Girls!×May'n）／ANiUTa独占配信                                                  |
| 2017年10月25日 | 翼を持つ者 〜Not an angel Just a dreamer〜 | 日本動画協会「アニメNEXT_100」プロジェクト公式ソング                                                      |
| 2017年11月18日 | Full Moon                                  | FANTASIA –EPISODE 1 PRINCESS KAGUYA-                                                                      |
| 2018年8月8日   | 妖精の恋人                                 | Phantom in the Twilight 第5話エンディングテーマ(妖精の恋人 Jiro Wang (汪東城) Feat. May'n」として参加)    |
| 2018年8月29日  | 約束                                       | 超時空要塞マクロスII -LOVERS AGAIN-』/ 鷺巣詩郎「アニソン録 プラス。」                                    |
| 2020年12月23日 | AWESOME (feat. May'n)                      | JUVENILE「INTERWEAVE」                                                                                    |
| 2024年9月6日   | SPECIALZ from CrosSing                     | King Gnuのカバー。「CrosSing」関連楽曲。                                                                  |

### キャラクターソング
| 発売日   | 商品名                                 | 歌                    | 楽曲                                                    | 備考                            |
| 2023年   | 2023年                                 | 2023年                | 2023年                                                  | 2023年                          |
| -------- | -------------------------------------- | --------------------- | ------------------------------------------------------- | ------------------------------- |
| 7月12日  | Get into the Abyssmare                 | Abyssmare             | 「Get into the Abyssmare」 「WINNER」 「I AM THE BEST」 | ゲーム『D4DJ Groovy Mix』関連曲 |
| 7月12日  | D4DJ Groovy Mix カバートラックス vol.8 | Abyssmare             | 「怪物」 「Red fraction」                               | ゲーム『D4DJ Groovy Mix』関連曲 |
| 10月11日 | STORY                                  | Abyssmare             | 「STORY」 「Raindrops」 「Take Me On」                  | ゲーム『D4DJ Groovy Mix』関連曲 |
| 12月20日 | D4DJ EXCLUSIVE TRACKS                  | D4DJ ALL STARS        | 「LOVE!HUG!GROOVY!! +nova」                             | ゲーム『D4DJ Groovy Mix』関連曲 |
| 2024年   |                                        |                       |                                                         |                                 |
| 4月24日  | D4DJ Groovy Mix カバートラックス vol.9 | Abyssmare             | 「第六感」                                              | ゲーム『D4DJ Groovy Mix』関連曲 |
| 5月22日  | D4DJ XROSS∞BEAT                        | UniChØrd×Abyssmare    | 「CYBERPUNK」                                           | ゲーム『D4DJ Groovy Mix』関連曲 |
| 5月22日  | D4DJ XROSS∞BEAT                        | Peaky P-key×Abyssmare | 「NUMBER 1 and ONLY!!!!」                               | ゲーム『D4DJ Groovy Mix』関連曲 |
| 6月19日  | トーキョーオタクデート/AXIS the world  | Abyssmare             | 「AXIS the world」 「バイララバイ」                     | ゲーム『D4DJ Groovy Mix』関連曲 |
| 2025年   |                                        |                       |                                                         |                                 |
| 3月5日   | 儚くも永久のカナシ                     | Abyssmare             | 「儚くも永久のカナシ」                                  | ゲーム『D4DJ Groovy Mix』関連曲 |

### タイアップ曲
| 楽曲                                             | タイアップ |
| ------------------------------------------------ | --- |
| 中林 芽依                                        | |
| Happy                                            | フィットハウスCMソング                                                                                                |
| 雨に咲く花                                       | 映画『おばちゃんチップス』主題歌                                                                                      |
| Fallin' in or Not feat.SEAMO                     | TBS系『COUNT DOWN TV』オープニングテーマ                                                                              |
| Fallin' in or Not feat.SEAMO                     | いろメロミックスDXテレビCMソング                                                                                      |
| Cry a little                                     | テレビアニメ『ラブゲッCHU 〜ミラクル声優白書〜』エンディングテーマ                                                    |
| May'n                                            | |
| キミシニタモウコトナカレ                         | テレビアニメ『シャングリ・ラ』オープニングテーマ                                                                      |
| Grand Piano                                      | ニコニコ生放送『とりあえず生中（二杯目）』12月度エンディングテーマ                                                    |
| 愛は降る星のごとく                               | テレビアニメ『最強武将伝・三国演義』エンディングテーマ                                                                |
| Ready Go!                                        | テレビアニメ『オオカミさんと七人の仲間たち』オープニングテーマ                                                        |
| シンジテミル                                     | 映画『インシテミル 7日間のデス・ゲーム』主題歌                                                                        |
| ユズレナイ想ヒ                                   | テレビアニメ『戦国BASARA弐』挿入歌                                                                                    |
| もしも君が願うのなら                             | PlayStation Portable用ゲーム『戦場のヴァルキュリア3』主題歌                                                           |
| Scarlet Ballet                                   | テレビアニメ『緋弾のアリア』オープニングテーマ                                                                        |
| Brain Diver                                      | テレビアニメ『ファイ・ブレイン 神のパズル』第1シリーズオープニングテーマ                                              |
| GET TOUGH                                        | ブラウザゲーム『鬼武者Soul』主題歌                                                                                    |
| Chase the world                                  | テレビアニメ『アクセル・ワールド』オープニングテーマ                                                                  |
| アオゾラ                                         | テレビアニメ『BTOOOM!』エンディングテーマ                                                                             |
| Mr.Super Future Star                             | PlayStation 3 / ニンテンドー3DS用ゲーム『エクストルーパーズ』主題歌                                                   |
| Run Real Run                                     | テレビドラマ『リアル鬼ごっこ THE ORIGIN』主題歌                                                                       |
| Run Real Run                                     | ニコニコ生放送『電波諜報局』4月・5月エンディングテーマ                                                                |
| アウトサイダー                                   | ブラウザゲーム『鬼武者Soul』主題歌                                                                                    |
| ViViD                                            | テレビアニメ『ブラッドラッド』オープニングテーマ                                                                      |
| ViViD                                            | ニコニコ生放送『電波諜報局』7月・8月エンディングテーマ                                                                |
| ワイルドローズ                                   | 映画『生贄のジレンマ』主題歌                                                                                          |
| 今日に恋色                                       | テレビアニメ『いなり、こんこん、恋いろは。』オープニングテーマ                                                        |
| 今日に恋色                                       | 2014年1月13日 - 2月2日付bayfmパワープレイ                                                                             |
| 決意の朝                                         | メ〜テレ『ジローラモのチんクえTV』オープニングテーマ                                                                  |
| Re:REMEMBER                                      | テレビアニメ『M3〜ソノ黒キ鋼〜』オープニングテーマ                                                                    |
| Re:REMEMBER                                      | 2014年6月9日 - 6月29日付bayfmパワープレイ                                                                             |
| 誰がために                                       | テレビアニメ『M3〜ソノ黒キ鋼〜』挿入歌                                                                                |
| ヤマイダレdarlin'                                | テレビアニメ『アクエリオンロゴス』オープニングテーマ                                                                  |
| Lethe                                            | LINE用ゲーム『クロスレギオン』オープニングテーマ                                                                      |
| 夜明けのロゴス                                   | テレビアニメ『アクエリオンロゴス』オープニングテーマ                                                                  |
| 本当の声をあなたに預けたくて(featuring 千菅春香) | テレビアニメ『アクエリオンロゴス』エンディングテーマ                                                                  |
| ゼロ分のゼロ                                     | オンラインRPG『ワールド エンド エクリプス』主題歌                                                                     |
| コイトゲ                                         | comico 秋の音楽祭2015「こいいぬ。」イメージソング                                                                     |
| Belief                                           | テレビアニメ『タブー・タトゥー』オープニングテーマ                                                                    |
| Stay Alive                                       | テレビアニメ『タブー・タトゥー』挿入歌                                                                                |
| 光ある場所へ                                     | テレビアニメ『終末のイゼッタ』エンディングテーマ                                                                      |
| Destiny                                          | PlayStation 4用ゲーム『ストリートファイターV』ゼネラルストーリーのアジア版イメージソング                              |
| 運命の太陽                                       | スマートフォン向けRPG『円環のパンデミカ code-S-』主題歌                                                               |
| 小さな幸せ                                       | 映画『私の少女時代-OUR TIMES-』主題歌(日本語版カバー)                                                                 |
| 恋しさと せつなさと 心強さと                     | ゲーム『ストリートファイター 』30周年 日本版テーマソング(カバー)                                                      |
| You                                              | テレビアニメ『魔法使いの嫁』オープニングテーマ                                                                        |
| 天使よ故郷を聞け                                 | テレビアニメ『ロード オブ ヴァーミリオン 紅蓮の王』オープニングテーマ                                                 |
| HOME                                             | テレビアニメ『Phantom in the Twilight』エンディングテーマ                                                             |
| Starring                                         | PCゲーム『恒星少女- Do The Scientists Dream of Girls' Asterism?』オープニングテーマ                                   |
| 牙と翼                                           | テレビアニメ『胡蝶綺 〜若き信長〜』エンディングテーマ                                                                 |
| graphite/diamond                                 | テレビアニメ『アズールレーン』オープニングテーマ                                                                      |
| 未来ノート                                       | 2021年6月に設立70周年を迎えるナカバヤシ株式会社の発案で制作された楽曲                                                 |
| オレンジ                                         | テレビアニメ『プラオレ！〜PRIDE OF ORANGE〜』エンディングテーマ                                                       |
| シキザクラ                                       | テレビアニメ『シキザクラ』エンディングテーマ                                                                          |
| FLOWERY MY WAY                                   | 『純潔の魔法少女‐UNTITLED MAGICAL GIRL‐』「花の魔法少女篇」主題歌                                                     |
| Follow Your Fantasy                              | Cygamesコーポレートアニメーションムービー                                                                             |
| 蒼の鼓動                                         | テレビ愛知『10チャンベースボール』テーマソング                                                                        |
| あはっててっぺんっ                               | テレビアニメ『てっぺんっ!!!!!!!!!!!!!!!』エンディングテーマ 中京テレビ『前略、大とくさん』2022年7月エンディングテーマ |
| Pray                                             | スマートフォン向けゲーム『クァンタムマキ』主題歌                                                                      |
| せつぶんぶん！                                   | でん六 TVCM2023 |
| LIES GOES ON                                     | テレビアニメ『ライアー・ライアー』オープニングテーマ                                                                  |
| 破鏡重縁                                         | スマートフォン向けゲーム『オリエント・アルカディア』の『戦国×三国』戦国編テーマソング                                 |
| Interstellar Journey (May'n Cover ver.)          | ゲーム『崩壊:スターレイル』オープニングテーマ                                                                         |
| GLORY                                            | 中国アニメーション映画『マスターオブスキル For the GLORY』日本語吹替版主題歌                                          |
| ストロボ・ファンタジー                           | テレビアニメ『モブから始まる探索英雄譚』エンディングテーマ                                                            |
| ウイニングショット！！ feat.AYAME(from AliA)     | 愛知県ケーブルテレビ高校野球テーマソング                                                                              |
| 戦乙女の歌                                       | テレビアニメ『モブから始まる探索英雄譚』劇中歌                                                                        |
| ONEBLUE                                          | 2025年度 中日ドラゴンズ ヴィクトリーショー使用曲                                                                      |

### 楽曲提供
- 綺声神心音（千菅春香）
  - 君との今日、わたしの声（2015年、作詞作曲）『アクエリオンロゴス O.S.T.』収録

## ライブ

### イベント
2005年
- 4月29日 中林芽依シングル発売イベント　名古屋パルコ
- 5月4日 中林芽依シングル発売イベント　近鉄パッセ

2008年
- 3月30日 東京国際アニメフェア マクロスF放送直前イベント
- 5月9日 May'nミニライブ&トークイベント 文化放送1F サテライトプラス
- 7月26日 美浜海遊祭 MUSIC WAVE 2008
- 7月27日 マクロスF超時空スーパーライブ　Zepp Tokyo（昼夜2回公演）
- 8月6日 マクロスF超時空スーパーライブ　なんばHatch
- 8月31日 Animelo Summer Live 2008 -Challenge-　さいたまスーパーアリーナ
- 10月13日 カンノヨーコ presents マクロスFギャラクシーツアーFINAL　パシフィコ横浜
- 10月22日 カンノヨーコ presents マクロスFギャラクシーツアーFINAL　大阪厚生年金会館
- 11月5日 SANKYO presents マクロスF ギャラクシーツアー FINALこんなサービスめったにしないんだからねinブドーカン☆　日本武道館
- 12月20日 May'nメルマガ会員限定クリスマス&年忘れパーティー　恵比寿ガーデンホール（昼夜2回公演）

2009年
- 1月21日 ミニアルバム『May'n☆Street』発売記念イベント　MBSサウンドキングダム presents May'nスペシャルライブ（公開録音）　毎日放送本社特設ステージ
- 2月21日 アニうた2009 KITAKYUSHU　北九州メディアドーム
- 3月4日 FMPORT Q職 THE WAVE 番組公開録音内May'nミニライブ　新潟市民プラザ
- 3月29日 May'n LiveDVD「May'n☆Act」発売記念イベント　ラゾーナ川崎プラザルーファ広場グランドステージ
- 5月9日 ANIMAX MUSIX　品川ステラボール
- 7月7日 YOKO KANNO SEATBELTS 超時空七夕ソニック　さいたまスーパーアリーナ
- 8月22日 Animelo Summer Live 2009 -RE:BRIDGE-　さいたまスーパーアリーナ
- 9月26日 TVアニメ『シャングリ・ラ』DVD発売記念イベント“超恵比寿”　渋谷AMGイベントホール
- 10月17-18日 マクロスクロスオーバーライブA.D.2009×45×59＠幕張メッセ　幕張メッセ
- 11月1日 May'n大学祭LIVE'09 in N.I.T. “Please enjoy it !!”　日本工業大学 体育館
- 11月8日 大手前大学・短期大学　2009年度大手前祭　"May'n Live & Talk"　大手前大学いたみ稲野キャンパス　体育館
- 11月13・15日 May'n生誕20th Anniversary ふぁんくラ部限定 EVENT「○○部 総会 議題『ハタチnoぶちょーd(￣▽￣)b』」　umeda AKASO/品川ステラボール
- 12月1日 Act Against AIDS 2009 LIVE IN NAGOYA Zepp Nagoya
- 12月13日 福山芳樹＆May'n コンサート IN 広州　中国　広州市 蓓蕾劇院

2010年
- 3月13日 奥井雅美 Birth Live '10 Magical Night〜白い宇宙の魔法使い〜 恵比寿リキッドルーム
- 3月14日 アニうた KITAKYUSHU 2010 北九州メディアドーム
- 4月10日 May'n Pure Live in ナガシマスパーランド
- 5月15-16日 ANIMAX MUSIX SPRING 2010 JCBホール
- 7月2日 Anime Expo 2010　ロサンゼルス・ノキアシアター（L.A.ライブ）
- 8月29日 Animelo Summer Live 2010 -evolution-　さいたまスーパーアリーナ
- 10月30日 千葉・中央学院大学「あびこ祭」 スペシャルライブ
- 10月31日アニサマ Girls Night ZEPP OSAKA
- 11月3日 ANIMAX MUSIX FALL 2010 横浜アリーナ
- 11月14日 シンガポール　AFA X Side-B ライブ出演
- 12月22日 超時空スーパーライブ 『Merry Christmas without You』 日本武道館
- 12月24日 超時空スーパーライブ 『Merry Christmas without You』 神戸ポートアイランドホール

2011年
- 7月18日 「あの鐘を鳴らすのはあなた基金」Presents チャリティーコンサート"Song for you"　天王洲 銀河劇場[92][93]
- 8月27日 Animelo Summer Live 2011 -rainbow-　さいたまスーパーアリーナ
- 10月22日 May'n生誕記念握手会
- 11月23日 ANIMAX MUSIX 2011　横浜アリーナ

2012年
- 1月8日 マクロス フロンティア ハッピー娘（ニャン）イヤー フェスティバル in パシフィコ横浜「娘（ニャン）フェス」〜こんなステージ、もうないんだからね。〜
- 1月29日 May'n Acoustic Live ふぁんくラ部限定Event 2012「○○部総会　よろしく☆2さうざんとぅえる部!!」　SHIBUYA-AX
- 4月28日 ARUARU CITY LIVE PROJECT VOL.1 “A3”　in 西日本総合展示場
- 8月5日 ANISON GENERATION 〜アニジェネ〜　代々木競技場第一体育館
- 8月25日 Animelo Summer Live 2012 -INFINITY∞-　さいたまスーパーアリーナ
- 11月4日 ANIMAX MUSIX TAIWAN ATT SHOW BOX
- 11月11日 ANIME FESTIVAL ASIA 2012 Singapore EXPO
- 11月23日 ANIMAX MUSIX 2012　横浜アリーナ
- 12月23日 ASIA GAME SHOW

2013年
- 1月27日 May'n ふぁんくラ部限定 EVENT2013 「○○部総会 『LOCK YOUR "ROCK YOUR BEATS"』」　品川ステラボール
- 2月17日 アクセル・ワールド×ソードアート・オンライン オフラインミーティング3　五反田・ゆうぽうとホール
- 3月16日 Animax Carnival 2013 Malaysia　マレーシア・クアラルンプール
- 4月20日 KAWAii!!MATSURi　東京体育館
- 5月7日 May'n New Single「Run Real Run」発売記念スペシャルイベント 池袋サンシャインシティアルパB1F 噴水広場
- 5月11日 届けよう!東海から元気を!!Vol.3　名古屋国際会議場センチュリーホール
- 7月6日 Japan Expo 2013　パリ・ノール・ヴィルパント展示会会場
- 7月13日 SANKYO Presents マクロス30周年記念 マクロス クロスオーバーライブ 30　幕張メッセ 1・2番ホール
- 7月27日 May'n New Single「ViViD」＆ BD「MIC-A-MANIA」リリース記念スペシャルイベント　名古屋・アスナル金山 明日なる！広場
- 7月27日 May'n New Single「ViViD」＆ BD「MIC-A-MANIA」リリース記念スペシャルイベント　大阪・千里セルシー1F セルシー広場
- 7月28日 May'n New Single「ViViD」＆ BD「MIC-A-MANIA」リリース記念スペシャルイベント　東京・池袋サンシャインシティアルパB1F 噴水広場
- 8月9日 アニジェネ 〜ANISON GENERATION〜　代々木競技場第一体育館
- 8月23日 Animelo Summer Live 2013 -FLAG NINE-　さいたまスーパーアリーナ
- 8月31日 きたまえ↑ 札幌☆マンガ・アニメフェスティバル　札幌芸術の森 野外ステージ
- 9月6日 ANIME FESTIVAL ASIA INDONESIA 2013　インドネシア・JAKARTA CONVENTION CENTER
- 10月26日 ABUソングフェスティバル　ベトナム・ハノイ オペラハウス
- 11月9日 ANIME FESTIVAL ASIA SINGAPORE 2013 SINGAPORE・Suntec International Convention Centre
- 11月24日 ANIMAX MUSIX 2013　横浜アリーナ
- 12月25日 東日本復興支援 「Song for You 2013」　天王洲・銀河劇場
- 12月28日 9thシングル＆4thアルバム発売直前ミニライブ　ラゾーナ川崎 ルーファ広場グランドステージ

2014年
- 1月5日 ブラッドラッド プレミアムイベント in 舞浜 〜夢の国の隣は魔界でした。舞浜アンフィシアター
- 1月18日 ANIMAX MUSIX 2014 TAIWAN　台大綜合體育館3樓
- 1月26日 May'n ふぁんくラ部限定 EVENT2014　「○○部総会『ライ部をまな部』」　品川ステラボール
- 2月9日 ワンダーフェスティバル2014[冬] 『WONDERFUL HOBBY LIFE FOR YOU!! 19』ブース 会場限定 May'nスペシャルミニライブ　幕張メッセ
- 2月11日 May'n 4thアルバム「NEW WORLD」発売記念トーク＆お渡し会　愛知・第三太閤ビル
- 2月15日 May'n 4thアルバム「NEW WORLD」発売記念トーク＆お渡し会　神奈川・アニメイト横浜店
- 2月16日 May'n 4thアルバム「NEW WORLD」発売記念トーク＆お渡し会　大阪・アニメイト大阪日本橋店
- 6月18日 May'n 10thシングル「Re:REMEMBER」発売記念イベント(特典お渡し会)　アニメイト大阪日本橋
- 6月19日 May'n 10thシングル「Re:REMEMBER」発売記念イベント(特典お渡し会)　アニメイト池袋本店
- 6月22日 May'n 10thシングル「Re:REMEMBER」発売記念イベント(ミニライブ)　タワーレコード渋谷店 B1F 「CUTUP STUDIO」
- 7月19日-21日 J-POP SUMMIT 2014 アメリカ合衆国カリフォルニア州サンフランシスコ
- 8月1日 世界コスプレサミット前夜祭 NAGOYAアニソンフェス2014　名古屋市公会堂
- 8月31日 Animelo Summer Live 2014 -ONENESS-　さいたまスーパーアリーナ
- 9月28日 もしもしにっぽんFESTIVAL 2014　東京体育館
- 9月28日 電波諜報局 presents アニローソン 2014　恵比寿 ザ・ガーデンホール
- 10月11日 MBS ANIME FES 2014　大阪城ホール
- 11月22日 ANIMAX MUSIX 2014 YOKOHAMA　横浜アリーナ
- 12月7日 ANIME FESTIVAL ASIA SINGAPORE 2014 SINGAPORE・Suntec Singapore Convention & Exhibition Centre

2015年
- 3月7日 May'n ふぁんくラ部限定 EVENT2015 『○○部総会　〜dots and linesをみんなで振りかえる〜』　東京プリンスホテル屋外レストラン「ガーデンアイランド」
- 3月20日 ファミリーマート×東海テレビ presents BURN the LIVE ! 2015　名古屋・日本特殊陶業市民会館 フォレストホール
- 4月18日 May'n たい焼き親善鯛使就任記念トークイベント「鯛使、もっと話したいし！」　スタジオアルタ
- 5月2日 ANIME FESTIVAL ASIA Thailand 2015 Bangkok International Trade and Exhibition Centre
- 9月18日 May'n ベストアルバム「POWERS OF VOICE」発売記念イベント(特典お渡し会) SHIBUYA TSUTAYA 2F特設会場
- 9月19日 May'n ベストアルバム「POWERS OF VOICE」発売記念イベント(ミニライブ)　タワーレコード渋谷店 B1F 「CUTUP STUDIO」
- 10月2日 May'n ベストアルバム「POWERS OF VOICE」発売記念イベント(握手会)　アニメイト池袋本店 9Fイベントホール
- 10月3日 May'n ベストアルバム「POWERS OF VOICE」発売記念イベント(特典お渡し会) TSUTAYA EBISUBASHI 6Fイベントスペース
- 10月3日 May'n ベストアルバム「POWERS OF VOICE」発売記念イベント(握手会)　アニメイト大阪日本橋 5Fイベントスペース
- 10月11日 マチ★アソビVol.15 「鯛使、たい焼き広めたいしっ！」WEB連載開始記念 たい焼きトークイベント　徳島・眉山林間ステージ(眉山山頂ステージ)
- 10月17日 高千穂祭第50回記念スペシャルコンサート　高千穂大学 体育館特設ステージ
- 10月24日 翔風祭 May'n Concert　東京情報大学 野外特設ステージ
- 10月25日 May'n LIVE IN 京都学園大学　京都学園大学 体育館特設ステージ
- 10月30日 第61回文教大学 藍蓼祭 コンサート　文教大学 越谷キャンパス体育館
- 11月1日 第61回東海大学 建学祭 コンサート　東海大学 湘南キャンパス総合体育館
- 11月6日 MOSHI MOSHI NIPPON FESTIVAL 2015　東京体育館
- 11月21日 ANIMAX MUSIX 2015 YOKOHAMA　横浜アリーナ
- 11月29日 ANIME FESTIVAL ASIA SINGAPORE 2015 SINGAPORE・Suntec Singapore Convention & Exhibition Centre
- 12月19日 文化放送「May'nのらじ☆たま」公開収録　埼玉・イオンレイクタウンmori 1F 木の広場
- 12月23日 SCK presents ナゴヤサブカルスーパーライブ! 2015　名古屋・ダイアモンドホール

2016年
- 1月24日 「アクエリオンロゴス」ファン感謝イベント　日本教育会館 一ツ橋ホール
- 2月6日 Nendoroid 10th Anniversary Live　幕張メッセイベントホール
- 2月20日 May'n ふぁんくラ部限定 EVENT2015 「○○部総会 『Track2 on 2/20』」　ディファ有明
- 2月21日 SATELIGHT presents 『May'n Special Live in C3HK 2016』　香港會議展覽中心(HKCEC)
- 3月2日 J-WAVE SPARK LIVE Vol.2 EX THEATER ROPPONGI
- 3月12日 届けよう! 東海から元気を!! 〜東日本大震災復興応援チャリティーイベント〜 Vol.6　日本特殊陶業市民会館フォレストホール
- 3月19日 かなざわアニメソングフェス 2016　北陸電力会館 本多の森ホール
- 3月20日 電波諜報局 3周年記念感謝祭　恵比寿 ザ・ガーデンルーム
- 7月24日 Bilibili Macro Link - Star Phase 2016　上海メルセデス・ベンツアリーナ
- 7月30日 TVアニメ【タブー・タトゥー】OPテーマ「Belief」EDテーマ「EGOISTIC EMOTION」予約イベント　ダイバーシティ東京プラザ 2Fフェスティバル広場
- 8月6日 TVアニメ【タブー・タトゥー】OPテーマ「Belief」EDテーマ「EGOISTIC EMOTION」予約イベント　イオンレイクタウン kaze1F 光の広場
- 8月7日 TVアニメ【タブー・タトゥー】OPテーマ「Belief」EDテーマ「EGOISTIC EMOTION」予約イベント　タワーレコード渋谷店 B1F 「CUTUP STUDIO」
- 8月20日 ANIME FESTIVAL ASIA Thailand 2016　Siam Paragon
- 8月26日 Animelo Summer Live 2016 刻-TOKI-　さいたまスーパーアリーナ
- 10月16日 ANIMAX CARNIVAL PHILIPPINES 2016　SMX Convention Center Hall 1&2
- 10月30日 流通経済大学 第51回つくばね祭 May'n 学園祭コンサート　流通経済大学 龍ケ崎キャンパス体育館
- 11月2日 国士舘大学 楓門祭2016 May'n スーパーライブ　国士舘大学 メイプルセンチュリーホール3階アリーナ
- 11月6日 神奈川工科大学 第41回幾徳祭 コンサート　神奈川工科大学 KAITアリーナ
- 11月23日 ANIMAX MUSIX 2016 YOKOHAMA　横浜アリーナ
- 11月27日 ANIME FESTIVAL ASIA SINGAPORE 2016 SINGAPORE・Suntec Singapore Convention & Exhibition Centre
- 12月4日 May'n ふぁんくラ部限定 EVENT「2016年度○○部総会『よりどりみどりinよみうり！』」　よみうりランド内らんらんホール
- 12月10日 『私の少女時代 -OUR TIMES-』日本語吹き替え版舞台挨拶　シネマート心斎橋
- 12月11日 アニメJAM 2016 Pop Stage　幕張メッセ 国際展示場
- 12月18日 『私の少女時代 -OUR TIMES-』日本語吹き替え版舞台挨拶　イオンシネマ名古屋茶屋
- 12月31日 NAGASHIMA COUNTDOWN ＆ NEW YEAR'S PARTY 2017　ナガシマスパーランド 大観覧車オーロラ前特設会場

2017年
- 3月4日 『私の少女時代 -OUR TIMES-』日本語吹き替え版舞台挨拶　イオンシネマ幕張新都心
- 5月13日 アニュータライブ2017「あにゅパ！！」 国立代々木競技場 第一体育館
- 5月14日 ＣＯＭＣＨＡ ＦＥＳ（こむちゃフェス） 2017 in 野音 日比谷野外音楽堂
- 5月20日 Anime Central Donald E. Stephens Convention Center
- 6月11日 C3 AFA BANGKOK 2017 Royal Paragon Hall, 5th floor, Siam Paragon Shopping Center, Bangkok, Thailand
- 7月1日 Penang Anime Matsuri – Summer Wonderland 2017  SPICE Arena 2階
- 7月22日 BILIBILI MACRO LINK -STAR PHASE × Anisong World Matsuri 上海 メルセデス・ベンツアリーナ
- 7月30日 MOTTO ANISONG FESTIVAL 広州体育館第二体育館
- 8月9日 Wake Up, May'n！『One In A Billion』リリース記念イベント 東京・お台場 パレットプラザ（ヴィーナスフォート前）
- 8月18日 C3AFA JAKARTA 2017 Jakarta International Expo
- 8月27日 Animelo Summer Live 2017 -THE CARD- さいたまスーパーアリーナ
- 9月9日 J-POP SUMMIT 2017 フォートメーソンセンター／米国サンフランシスコ
- 9月18日 Yamaha Acoustic Mind 2017〜THE SESSION〜 赤坂BLITZ
- 10月7日 May'n talk&live Namikisai 防衛医科大学校 体育館
- 10月8日 KRYギュッ！と恋する☆オンガクFES 2017 スターピアくだまつ大ホール
- 10月9日 Newtype Presents「May'n、徳島でライ部したいしっ！」 眉山山頂ステージ
- 10月28日 第33回聳塔祭  May'n talk&live 文教大学湘南キャンパス 体育館大アリーナ
- 11月3日 5thアルバム「PEACE of SMILE」 発売記念イベント＆特典会 名古屋・アスナル金山 明日なる！広場
- 11月18日 FANTASIA - EPISODE.1 PRINCESS KAGUYA - 幕張メッセ 国際展示場ホール
- 11月4日 5thアルバム「PEACE of SMILE」 発売記念イベント＆特典会 大阪・あべのキューズモール 3F スカイコート
- 12月24日 アニメJAM 2017 舞浜アンフィシアター

2018年
- 1月27日 リスアニ!LIVE 2018 SATURDAY STAGE 日本武道館
- 2月10日 『You』 リリース記念イベント 東京：お台場ヴィーナスフォート 2F教会広場
- 2月11日 『You』 リリース記念イベント 名古屋：ナディアパーク 2Fアトリウムイベントスペース
- 2月25日 ふぁんくラ部限定EVENT2018「○○部総会『2/25！ピースしてニコ！ってして、ニャー！じゃなくて、、ワン！！』」 品川インターシティホール
- 3月3日 Songful days 両国国技館
- 3月10日 かなざわアニメソングフェス2018 北陸電力会館 本多の森ホール
- 3月17日 Sakura Matsuri：Anime Gard Supertree Grove, Garden by the Bay, Singapore
- 4月14日 ｍusicるFES -Spring Edition- マイナビBLITZ赤坂
- 7月6日 Anisong World Matsuri at Anime Expo 2018 -Japan Super Live - en:Microsoft Theater
- 7月21日 BiliBIli Macro Link – Star Phase × Anisong World Matsuri  2018 上海 メルセデス・ベンツアリーナ
- 7月22日 BiliBili World Live supported by ANiUTa 上海国際博覧会
- 8月8日 『May’n ニューシングル「天使よ故郷を聞け」発売記念 　～SCK presents 『May'n ACT』限定復活EVENT』
- 8月12日 MOTTO ANISONG FESTIVAL 2018 中山紀念堂
- 8月31日 鷺巣詩郎デビュー40周年「アニソン録 プラス。」発売記念LIVE&トークイベント 渋谷・東京カルチャーカルチャー
- 11月3日 AGF 2018 KINTEX 第2展示場 9ホール
- 11月25日 アニソン！プレミアム！ 日本工学院専門学校　蒲田キャンパス　片柳アリーナ
- 12月2日 C3AFA Singapore 2018 Suntec Singapore Convention & Exhibition Centre
- 12月7日 鷲崎健のアコギFUN！クラブ＃21 CreAto（恵比寿クレアート）
- 12月22日 WEIBO Account Festival in Japan 2018

2019年
- 1月25日 リスアニ! LIVE 2019 FRIDAY STAGE 日本武道館
- 2月2日 フライングドッグ10周年記念LIVE―犬フェス！ 武蔵野の森総合スポーツプラザ メインアリーナ
- 2月17日 ふぁんくラ部限定EVENT2019「○○部総会『May’n-A-MANIA』」 ヒューリックホール東京
- 2月24日 アニカラっ！（昼夜2回公演）豊洲PIT
- 3月2日 M魂ファンクラブイベント よみうりホール
- 3月24日 「天皇陛下御即位３０年奉祝記念『 熱田神宮コンサート 』東海テレビ放送　開局６０周年記念」 熱田神宮 東門野外特設ステージ
- 6月1日,2日 MACROSS CROSSOVER LIVE 2019 幕張メッセ展示ホール1-3
- 7月21日 BILIBILI MACRO LINK-STAR PHASE 2019 上海メルセデスベンツアリーナ
- 9月13日 NHK WORLD-JAPAN presents 「SONGS OF TOKYO Festival 2019」 / ＮＨＫホール
- 9月28日,29日 Cosplay Mania 2019 / Halls 1-4, SMX Convention Center Manila
- 11月15日 アニソン！プレミアム！Fes. / ＮＨＫホール
- 11月17日 2019 亚洲音乐盛典 / 深圳世界之窗 (深圳世界之窓)
- 11月28日 Weibo Account Festival 2019
- 12月1-3日 C3AFA SINGAPORE 2019 / Suntec International Convention and Exhibition Centre
- 12月8日 TVアニメーション『アズールレーン』「graphite/diamond」発売記念イベント① / AKIHABARAゲーマーズ本店
- 12月14日 リスアニ！LIVE SEOUL / KINTEX
- 12月21日 Bilibili World 成都站 / 成都世纪城新国际会展中心

2020年
- 2月11日 リスアニ！LIVE 2020 SUNDAY STAGE / 幕張メッセ イベントホール
- 12月13日 ホリプロ ミュージカル・コンサート 昼の部・夜の部 / 新国立劇場 中劇場
- 12月16日 KEIKO Live K002 ＊＊Lantana＊咲いたよ＊＊ / Zepp DiverCity Tokyo

2021年
- 6月26 アニパチ-Anime Carnival- supported by OPENREC.tv / TOKYO DOME CITY HALL
- 11月9日,10日 SANKYO presents マクロスF ギャラクシーライブ2021［リベンジ］～まだまだふたりはこれから！私たちの歌を聴け！！～ / 幕張メッセ イベントホール
- 11月23日 SANKYO presents マクロスF ギャラクシーライブ2021［リベンジ］～まだまだふたりはこれから！私たちの歌を聴け！！～ 追加公演 / 神戸ワールド記念ホール

2022年
- 1月22日 リスアニ! LIVE 2022 SATURDAY STAGE 日本武道館
- 3月13日 May'n ふぁんくラ部限定EVENT2022「○○部総会『とうめいんはん！！！』 大阪公演 1部・2部 / 梅田バナナホール
- 3月21日 May'n ふぁんくラ部限定EVENT2022「○○部総会『とうめいんはん！！！』 愛知公演 / 吹上ホール メインホール
- 3月26日 May'n ふぁんくラ部限定EVENT2022「○○部総会『とうめいんはん！！！』 東京公演 1部・2部 / 品川ステラボール
- 5月8日 HIBIYA FESTIVAL 2022 (1回目・2回目) / 日比谷ステップ広場
- 7月17日 BILIBILI MACRO LINK – STAR PHASE 2022 / 幕張メッセ・イベントホール

*8月7日 オーイシマサヨシ×鈴木愛理のアニソン神曲 初のイベントでしょdeショー!! / コカ･コーラ SUMMER STATION LIVE アリーナ

*8月11日 Hi☆Channel-music session- presents『あつまれ！はいちゃん』 / ルネこだいら 大ホール
- 8月21日 てっぺんっ!!!!!!!!!!!!!!! 1stイベント　顔と名前だけでも覚えて帰ってくださいっ!!!!!!!!!!!!!!! / 中野サンプラザホール
- 8月21日 アニパチ-Anime Carnival- 2022 / 中野サンプラザホール
- 8月27日 May'nニューシングル『あはっててっぺんっ』リリースイベント  1部・2部 / アニメイトアネックス
- 8月28日 May'nニューシングル『あはっててっぺんっ』リリースイベント  1部・2部 / AKIHABARAゲーマーズ本店
- 9月3日 May'nニューシングル『あはっててっぺんっ』リリースイベント  1部・2部 / タワーレコード渋谷店
- 9月4日 May'nニューシングル『あはっててっぺんっ』リリースイベント  1部・2部 / タワーレコード名古屋近鉄パッセ店
- 11月27日 AFA SINGAPORE 2022 AFA Night LIVE! I ♡ anisong / Suntec International Convention and Exhibition Centre
- 12月11日 北九州アニメソングピアノライブ2022 / 北九州市立響ホール
- 12月13日 オーイシマサヨシ×鈴木愛理のアニソン神曲 今度こそ！初のイベントでしょdeショー!! / EX THEATER ROPPONGI
- 12月28日 Thanks Musical Concert『A Gift For You』 / 日生劇場

2023年
- 1月21日 SANRIO Virtual Festival 2023 in Sanrio Puroland / バーチャルサンリオピューロランド
- 2月3日 May’n ふぁんくラ部限定EVENT2023 「○○部総会『節分祭！せつぶんぶん！』」 / 恵比寿　ザ・ガーデンホール
- 2月15日 LIVE EMPOWER CHILDREN 2023 supported by 第一生命保険 / NHKホール
- 4月6日 「オープニングシリーズ 2023」4月6日 試合前ミニLIVE / バンテリンドームナゴヤ
- 4月16日 UniChØrd×Abyssmare LIVE -NØVA- / ところざわサクラタウン ジャパンパビリオン ホールA
- 5月5日 さよなら中野サンプラザ音楽祭 / 中野サンプラザ
- 5月7日 TVアニメ『ライアー・ライアー』絶対に負けられない徳島特別ステージinマチ★アソビ / 新町橋東公園ステージ
- 6月10日 アニメソング×花火ショー / 久屋大通公園
- 6月23-24日 INDONESIA COMIC CON EVENT HOURS / Jakarta Convention Center (JCC), Hall A & B
- 7月30日 リスアニ！LIVE SPECIAL EDITION ナツヤスミ / TACHIKAWA STAGE GARDEN
- 9月1日 BomberE 出張ライブ Vol.2 / NAGOYA ReNY limited
- 9月2日 UniChØrd×Abyssmare 2nd LIVE -Star Encounter- 昼・夜公演 / 豊洲PIT
- 9月3日 May'n ニューシングル「LIES GOES ON」リリースイベント 1部・2部 / タワーレコード名古屋近鉄パッセ店
- 9月9日 May'n ニューシングル「LIES GOES ON」リリースイベント / タワーレコード渋谷店
- 9月10日 May'n ニューシングル「LIES GOES ON」リリースイベント 1部・2部 / アニメイト池袋本店
- 9月18日 May'n ニューシングル「LIES GOES ON」リリースイベント 1部・2部 / AKIHABARAゲーマーズ本店
- 10月21日May'n ふぁんくラ部限定BIRTHDAY EVENT 2023「○○部総会『見よ！！！』」1部・2部 / NEW PIER HALL
- 11月2日 ヴァイスシュヴァルツ15周年記念ライブ / 東京ガーデンシアター
- 11月24日 AFA SINGAPORE 2023 AFA × I LOVE ANISONG / Suntec International Convention and Exhibition Centre
- 12月9日 京 Premium Live 2023 DAY1 / ロームシアター京都

2024年
- 1月14日 マクロスFとΔ合わせ 京都南座歌舞伎ノ宴 ～ミニライブ＆歌舞伎コラボトーク～ マクロスF 昼の部・夜の部 / 京都四條南座
- 1月20日 まだまだゲスト山崎エリイ〜ゲスト卒業！！総合司会SP〜【1部】 / 	SUPERNOVA KAWASAKI
- 2月3日 でん六 Presents 山形ワイヴァンズ vs.バンビシャス奈良 天童市応援デー / 山形県総合運動公園
- 2月14日 May’n Special Concert 2023「May’n Xmas」舞台挨拶付上映会 / アニメイト池袋本店 B2F アニメイトシアター
- 3月30日 Lemino presents ANIMAX MUSIX 2024 SPRING / 武蔵野の森総合スポーツプラザ メインアリーナ
- 4月14日 May'nニューアルバム「Prismverse」リリースイベント ＜東京＞【第1部】・【第2部】 / アニメイトアネックス
- 4月20日 May'nニューアルバム「Prismverse」リリースイベント ＜愛知＞【第1部】・【第2部】・【第3部】 / 第3太閤ビル
- 5月25日 D4DJ D4 FES. XROSS∞BEAT /  パシフィコ横浜 国立大ホール
- 6月23日 WISH -ウィッシュ- ナイトスペクタクルショー 2024 Day2 /  岡崎中央総合公園
- 8月1日 青森ねぶた祭 前夜祭（第一部） /  青い海公園
- 8月3日 Abyssmare 1st Concert -ARK- 【昼公演】・【夜公演】/  ところざわサクラタウン ジャパンパビリオン ホールA
- 9月15日 May'nニューシングル『ストロボ・ファンタジー』リリースイベント  1部・2部 / タワーレコード名古屋近鉄パッセ店
- 9月16日 May'n ニューシングル「ストロボ・ファンタジー」リリースイベント＜東京＞ 【第1部】・【第2部】 / アニメイト池袋本店
- 9月28日 May'nニューシングル「ストロボ・ファンタジー」リリースイベント＜愛知＞【第1部】・【第2部】 / 第3太閤ビル
- 9月28日 May'n Road to 20th Anniversary with アニメイト May'n×クリエイターコラボTシャツ発売記念 一日部長お渡し会【1回目】・【2回目】 / 第3太閤ビル
- 9月29日 ライブナタリー presents GANG PARADE SAY HELLO！2MAN'24 愛知【昼公演】・【夜公演】 / 中日ホール
- 10月5日 May'n ニューシングル「ストロボ・ファンタジー」リリースイベント 1部・2部 / AKIHABARAゲーマーズ本店
- 10月12日 FM山形「RAMP.」公開生放送 in もがみ大産業まつり2024 / 最上広域交流センター ゆめりあ
- 10月18日 May’n ニューシングル「ストロボ・ファンタジー」発売記念ミニライブ in 池袋・サンシャインシティ 噴水広場 / 池袋・サンシャインシティ 噴水広場（アルパB1）
- 10月20日 ふぁんくラ部イベント「DESSERT after the MEAT」 / 豊洲PIT

2025年
- 7⽉26⽇・27⽇ SANKYO presents マクロスF ギャラクシーライブ☆ファイナル 2025 / Kアリーナ横浜[94]

## 出演

### テレビ
レギュラー
- STUDIO MUSIX（アニマックス、2011年7月 - 2014年4月）司会、進行MC

ゲスト出演
- MUSIC JAPAN（NHK総合、2009年5月24日・11月29日・2010年10月10日・2011年5月8日・2011年10月30日・2012年5月6日・2014年1月30日・6月15日・2015年12月14日）
  - MUSIC JAPAN 新世紀アニソンSP新世紀アニソンSP（2009年8月16日）
    - 新世紀アニソンSP 完全版（NHK-BS2・2009年8月24日、総合・2009年10月17日）

  - X'masラブソングSP（2009年12月20日）
  - 新世紀アニソンSP2（2010年1月10日）
    - 新世紀アニソンSP2 完全版（NHK-BS2・2010年2月13日、総合・2010年3月8日）

  - 新世紀アニソンSP3（2010年8月1日・8月8日）
    - 新世紀アニソンSP3 完全版（NHK-BS2・2010年10月29日、総合・2010年11月9日）

  - 新世紀アニソンSP4（2011年1月16日）
    - 新世紀アニソンSP4 完全版（NHK-BS2・2011年3月6日、総合・2011年6月3日）

- アニソ〜ンぷらす（テレビ東京、2010年9月21日・2011年5月9日）
- COUNT DOWN TV（TBS、2010年10月17日）
- 新堂本兄弟（フジテレビ、2010年10月17日）
- MUSIC FAIR（フジテレビ、2010年11月13日・2014年6月14日・6月21日）
- つながるGO!GO!（J:COMチャンネル、2013年2月8日）
- ほっと@アジア（NHK BS1、2013年3月14日）
- ワンセグ☆ふぁんみ（NHKワンセグ2、2013年5月4日）
- ミュージックドラゴン（日本テレビ、2013年5月10日・2014年4月4日）
- saku saku（tvk、2014年1月20日〜1月24日）
- Anime-TV（TOKYO MX、2014年1月23日）
- プレミアMelodiX!（テレビ東京、2014年2月3日・2016年8月29日）
- リスアニ！TV（TOKYO MX、2014年6月21日・6月28日／MUSIC ON! TV、2014年6月22日・6月29日）
- めざましテレビ（フジテレビ、2014年11月14日）
- xMusic（東海テレビ、2015年2月4日・18日）
- アニソンのど自慢G 第2回（NHK BSプレミアム、2015年3月29日・再放送5月4日）
- L4 YOU!（テレビ東京、2015年10月12日）
- 音流〜ONRYU〜（テレビ東京、2016年8月19日）
- 関ジャニ∞のTheモーツァルト 音楽王No.1決定戦（テレビ朝日、2016年9月30日）
- アニゲー☆イレブン!（BS11、2016年12月8日）
- 一夜づけ（テレビ東京、2017年9月20日）
- Anison Days（BS11、2017年10月12日）
- LisAni!NAVI（TOKYO MX、2017年10月14日・10月21日）
- あにレコTV（テレビ東京、2017年11月20日）
- 極皿 (BSフジ、2018年1月20日)
- 音ボケPOPS（TOKYO MX、2018年3月3日）
- ナカイの窓（日本テレビ、2018年9月5日）
- アニソン!プレミアム! #7（NHK BSプレミアム、2019年7月14日）
- NHK俳句 （NHK Eテレ、2022年11月6日）
- うたコン（NHK総合、2023年1月31日）

### ラジオ
レギュラー
- MIDNIGHT RADIO PARK 「AV Music Channel」内「May'n通信」（AIR-G'、2009年6月4日 - 、2009年8月6日）
- May'nのらじ☆たま（文化放送、2009年10月10日 - 2016年3月26日）
- SOUND PUREDIO presents May'nの デ☆ラ!May'n!!（FM福岡、2010年3月28日/FM山口、2010年4月3日）
- SOUND PUREDIO presents May'nのシャベッテミル（FM福岡、2010年10月10日/FM山口、2010年10月16日）

ゲスト出演
- A trip 〜旅と人〜（全国16局ネット、2013年2月22日 - 25日）
- ミュ〜コミ+プラス（ニッポン放送、2013年4月9日、4月23日）
- ON8 Revolution Park（Bayfm、2013年5月1日）
- A&G 超RADIO SHOW〜アニスパ!〜（文化放送、2013年5月4日）
- The Nutty Radio Show　おに魂（FM NACK5、2013年5月6日）
- アーティスト・セルフ・ポートレート（USEN C-26、2015年8月24日）
- 「SCK」内「May'n ACT RETURNS」（ZIP-FM、2015年11月 - 2015年12月）

### Web
レギュラー
- とりあえず生中(仮)（ニコニコ生放送、2009年5月28日 - 2009年10月1日、木曜パーソナリティ）
- とりあえず生中(二杯目)（ニコニコ生放送、2009年10月8日 - 2010年4月1日、木曜パーソナリティ）
- とりあえず生中(三杯目)（ニコニコ生放送、2010年4月8日 - 2010年10月28日、木曜パーソナリティ）
- 電波研究社〜アニメ・ゲーム・アニソン〜（ニコニコ生放送、2010年11月4日 - 2012年10月25日、パーソナリティー）
- 電波諜報局（ニコニコ生放送、2013年4月4日 - 2016年3月3日、パーソナリティー）
- 電波ラボラトリー（ニコニコ生放送、2016年5月26日 - 、パーソナリティー）
- ホリプロちゃんねる～あなたの心の一曲を～（Himalaya、2017年12月17日 - 2018年12月10日、パーソナリティー）
- LINE LIVE May’n「天使よ故郷を聞け/HOME」発売記念 SP(2018年8月9日)
- Hi☆Channel（Youtube、2020年8月7日 - 、パーソナリティー）
- アイ・マイ・ミー・マイン・May'n！（OPENREC.tv、2020年12月1日 - 、パーソナリティー）

ゲスト出演
- 朝まで生ワンホビテレビ13 夜の部（ニコニコ生放送、2013年2月10日）
- マクロス魂 ネットミーティング 〜俺たちの話を聞け！〜（ニコニコ生放送、2013年4月10日）
- マクロス クロスオーバーライブ30 "後夜祭"（ニコニコ生放送、2013年7月21日）
- アニ☆スタ！（アメスタ、2015年10月14日）
- アニメ「タブー・タトゥー」今夏は「呪紋バトルが熱い」特番（ニコニコ生放送、2016年8月12日）
- カプコンTV（2017年3月1日、2017年5月17日）
- アニメぴあちゃんねる（ニコニコ生放送、2017年3月9日）
- LiSA in Special AbemaTV　〜LiSA大解剖Special〜 (AbemaTV 2017年4月29日)
- 奥井雅美 25周年記念番組「紬〜つむぎ〜四半世紀の軌跡」（ニコニコ生放送、2017年8月30日）
- ホリプロチャンネル（Live.me 2017年10月19日）
- BPM(AbemaTV 2017年10月21日)
- 異世界食堂で晩餐会！in シンガポール(あにてれ 全4回)
- TVアニメ『Phantom in the Twilight』生放送『ファントワ黄昏通信』(BiliBili（中国）、YouTube LIVE、2018年8月3日)
- YOKO KANNO SEATBELTS 「オンライン七夕まつり」/ World Tour(ZAIKO 2020年7月7日)
- オーイシマサヨシのオンタメ!!vol.1(OPENREC.tv 2020年7月26日)
- BiliBili World 2020(OPENREC.tv 2020年8月9日)
- ROOMIC FESTIVAL(中京テレビ 2021年2月9日)
- 「M魂」オンラインイベント「銀河ネットワーク M魂チャンネル ～dまだまだフロンティアb～」1部・2部(M魂 2021年3月13日)
- オーイシマサヨシ×鈴木愛理のアニソン神曲カバーでしょdeショー!!(YouTube 2021年6月5日)
- ホロライブのそれテストに出ますか？#14 (2023年4月19日)
- オリエント・アルカディア(Youtube 2023年4月23日)
- マクロスがとまらない（SHOWROOM 2025年1月23日）[97]

### 舞台
- FANTASIA -EPISODE 1 PRINCESS KAGUYA-（2017年11月、かぐや姫）
- ミュージカル『生きる』（2018年10月、2020年10月 - 11月、小田切とよ、渡部一枝）[注 11]
- ミュージカル『ジャック・ザ・リッパー』（2021年9月 - 10月、グロリア）
- ミュージカル『フィスト・オブ・ノーススター～北斗の拳～』（2021年12月 - 2022年1月、ユリア）[98]
  - ミュージカル『フィスト・オブ・ノーススター～北斗の拳～』（2022年9月 - 10月、ユリア） [99]

### CM
- ぷよぷよ7 みんなのぷよ顔/歌手篇（セガ）
- でん六 May'nと一緒にせつぶんぶん篇

### 連載
- May'n★Cinemas （Voice Newtype、No.34 - 38）
- May'nのこだわる道（ど〜）!!!（マクロスエース、Vol.2 - ）
- May'nの"め"っっっ!!（Voice Newtype、No.39 - ）
- 鯛使、たい焼き広めたいしっ！（WebNewtype）
- May’n Road to 20th Anniversary インタビュー連載「Crossroad」（リスアニ!）[100]

### 雑誌
- 週刊アスキー表紙（2008年12月16日号、2010年2月2日号、2011年3月8日号、2012年4月3日-10日合併号、2013年3月5日号、2014年4月29日増刊号）
- B.L.T.VOICE GIRLS（Vol.1 - 17）[注 12]

### 書籍
- May'n ASIA TOUR 2010 OFFICIAL PHOTO BOOK BIG★WAAAAAVEE!! in ASIA（東京ニュース社、2010年6月10日）
- May'n 1st ARTIST BOOK LIVEALIVE（角川書店、2011年4月28日）
- SCOREBOOK May'n（シンコーミュージック・エンタテイメント、2013年2月22日）
- 語れ！マクロス（KKベストセラーズ、2013年6月27日）

### 新聞
- 日刊スポーツ（2012年4月25日、7月3日、10月22日、11月12日、2013年2月7日、3月3日）
- 夕刊フジ（2012年5月8日）
- デイリースポーツ（2012年10月22日、2013年3月3日）
- スポーツニッポン（2012年10月22日、2013年3月3日）
- スポーツ報知（2012年10月22日、2013年3月3日）
- サンケイスポーツ（2012年10月22日）
- 東京中日スポーツ（2012年10月22日）
- 中日新聞（2013年2月20日）[101]

### ゲーム
- D4DJ Groovy Mix（2022年、ネオ[49]） - 声の出演 / 「Abyssmare」担当音楽プロデューサーも兼任
- 東方LostWord（2025年）-楽曲歌唱